# Filistatinella
Filistatinella là một chi nhện trong họ Filistatidae.